# Glenn Martindahl
Glenn Börje Martindahl, född 16 juli 1955 i Kville församling i Göteborgs och Bohus län, är en svensk före detta fotbollsspelare (anfallare).
Martindahl växte upp i Strömstad och spelade i IFK Strömstad innan han som 20-åring kom till Åtvidabergs FF där han avancerade till ordinarie under andra säsongen då klubben spelade i allsvenskan. 1983 följde övergången till Örgryte IS där han firade sin största framgång med SM-guldet 1985. I slutspelet detta år gjorde han tre mål, vilket också gav honom en tredjeplats i slutspelets skytteliga efter Jan Hellström, ÖIS och Stefan Pettersson, IFK Göteborg som gjorde fem mål vardera. Martindahl spelade 2 A-landskamper för Sverige. Han spelade efter tiden i Örgryte i Skövde AIK och Bollebygd. Han avslutade sitt spelande i Bankeryds SK där han senare var tränare vilket han även varit i Jönköpings BK, IK Tord och Habo IF.
Han arbetar även som expertkommentator åt Sveriges Radio P4.
Han är far till artisten Karl Martindahl.

## Klubbar
- Bollebygds IF
- Skövde AIK
- Örgryte IS
- Åtvidabergs FF
- IFK Strömstad